# Marco Lorenzi (giocatore di curling)
Marco Lorenzi (Cortina d'Ampezzo, ...) è un ex giocatore di curling italiano.

## Carriera agonistica

### Nazionale
Il suo esordio con la nazionale italiana junior di curling è stato il campionato mondiale junior del 1975, disputato a East York, in Canada: in quell'occasione l'Italia si piazzò al nono posto. La prima partita di questo evento, il 25 febbraio 1975, fu anche l'esordio della nazionale junior italiana. Nella prima partita l'Italia fu sconfitta dalla formazione svedese per 9 a 15. Con la nazionale junior partecipa a tre campionati mondiali junior.
In totale Marco vanta 17 presenze in azzurro.
CAMPIONATI
Nazionale junior:
- Mondiale junior
  - 1975 East York ( Canada) 9°
  - 1976 Aviemore ( Scozia) 10°